# Terje Hanssen
Terje Ludvik Hanssen (ur. 20 września 1948 w Kabelvåg) – norweski biathlonista, brązowy medalista mistrzostw świata.
Podczas mistrzostw świata w Mińsku w 1974 roku wspólnie z Kjellem Hovdą, Kåre Hovdą i Torem Svendsbergetem wywalczył brązowy medal w sztafecie. Na rozgrywanych rok później mistrzostwach świata w Anterselvie zajął 48. miejsce w biegu indywidualnym. Ponadto podczas mistrzostw świata w Anterselvie w 1976 roku był dwunasty w sprincie. Brał również udział w igrzyskach olimpijskich w Innsbrucku w 1976 roku, gdzie był piąty w sztafecie.

## Osiągnięcia

### Igrzyska olimpijskie
| Rok  | Miejscowość | Konkurencje | Konkurencje | Konkurencje | Konkurencje | Konkurencje | Konkurencje | Konkurencje |
| Rok  | Miejscowość | IN          | SP          | PU          | MS          | RL          | MR          | SR          |
| ---- | ----------- | ----------- | ----------- | ----------- | ----------- | ----------- | ----------- | ----------- |
| 1976 | Innsbruck   | –           | nd.         | nd.         | nd.         | 5.          | nd.         | –           |

### Mistrzostwa świata
| Rok  | Miejscowość | Konkurencje | Konkurencje | Konkurencje | Konkurencje | Konkurencje | Konkurencje | Konkurencje |
| Rok  | Miejscowość | IN          | SP          | PU          | MS          | RL          | MR          | SR          |
| ---- | ----------- | ----------- | ----------- | ----------- | ----------- | ----------- | ----------- | ----------- |
| 1974 | Mińsk       | –           | –           | nd.         | nd.         | 3.          | nd.         | –           |
| 1975 | Anterselva  | 48.         | –           | nd.         | nd.         | –           | nd.         | –           |
| 1976 | Anterselva  | nd.         | 12.         | nd.         | nd.         | nd.         | nd.         | –           |